# Magdič
Magdič je priimek več znanih Slovencev:
- Andrej Magdič, arheolog, konservator (ZVKDS OE Maribor)
- Anton Magdič (1820—1879), zdravnik, slovenski rodoljub
- Ciril Magdič, policist, veteran
- Drago Magdič (*1962), častnik
- Franjo Magdič (1830—1914), stenograf
- Jože Magdič (*1943), nevropsihiater, jungovski psihoanalitik in politik
- Metka Magdič, glasbenica, zborovodkinja
- Slavko Magdič/-ć, glasbeni pedagog (harmonika), dirigent
- Tanja Magdič, nutricionistka (med/čebele)